# Monica Bellucci
Monica Bellucci   (Città di Castello, 30 de setembre de 1964) és una actriu i model italiana.
Estudiant de dret a la Universitat de Perusa, començà a treballar com a model per pagar-se la carrera. L'èxit que va tenir feu que deixés els estudis i el 1988 es traslladés a Milà on signà un contracte amb Elite Model Management. L'any 89 va ser el de la seva eclosió com a model, posant per Dolce & Gabanna i ELLE entre d'altres i fent-se famosa tant a París com a Nova York. Aquest mateix any va començar la seva carrera cinematogràfica i començà les seves classes d'interpretació.

## Biografia
Filla única d'un propietari d'una companyia de transports de carretera, entra als 18 anys a la Universitat de Peruggia amb la idea d'estudiar dret. En aquesta època, Monica Bellucci està lluny d'imaginar que esdevindrà actriu.
Comença fent de model per pagar els seus estudis, i un amic del seu pare, director d'una agència de moda, li va proposar desfilar tot continuant anant al liceu. Les seves primeres fotos de moda són realitzades el 1987], però dos anys després, va a Milà, on signa amb l'agència de models Elit. Monica Bellucci apareix llavors en campanyes publicitàries internacionals. Els creadors de Dolce & Gabbana que recerca una bellesa mediterrània per encarnar el seu estil contracten Monica fins al 1990.

## Carrera d'artista

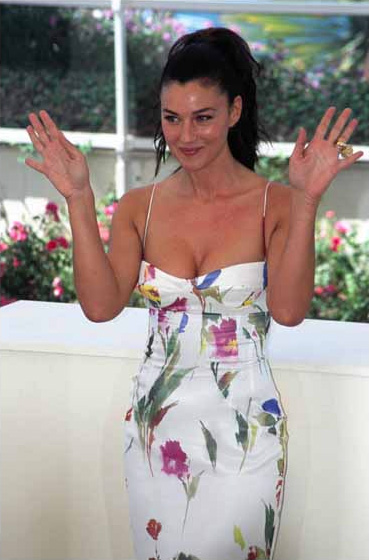
Monica Belluci el 2002

Cansada de la seva carrera de model, comença a fer cursos de teatre esperant orientar-se cap al cinema. Roda en un telefilm de Dino Risi, Vita coi figli (1990), abans d'obtenir el seu primer paper important a La Riffa (1991) de Francesco Laudadio. Poc temps després, obté un petit paper a la pel·lícula Dracula de Francis Ford Coppola (1992).
Encadena algunes pel·lícules a Itàlia, abans d'arribar a França el 1992, on es fa conèixer amb L'Appartement (1996) de Gilles Mimouni i per la qual serà nominada als Césars en la categoria millor esperança femenina.
Amb la seva parella Vincent Cassel, al que va conèixer a l'anterior pel·lícula, també hi treballarà junta a Dobermann (1997) de Jan Kounen i a Irréversible (2002) de Gaspar Noé, on interpreta una dona violada, així com al thriller d'espionatge Agents secrets (2004) de Frédéric Schoendoerffer. Apareix igualment a grans produccions franceses com El pacte dels llops (2001) i Astérix et Obélix: Mission Cléopâtre (2002), on encarna Cleòpatra VII.
Paral·lelament, comença una carrera internacional, reprenent el paper que en principi tenia Romy Schneider a Sota sospita (2000), el remake estatunidenc de Guarda a la vista, i trobant-se cara a cara amb Bruce Willis a Llàgrimes del sol (2003), una pel·lícula de guerra signada per Antoine Fuqua. Al costat de Lambert Wilson, apareix també als crèdits de les dues últimes parts de la saga Matrix: Matrix Reloaded i Matrix Revolutions. Imaginada per Mel Gibson al paper de Maria Magdalena per a The Passion of the Christ (2004), actua a Els Germans Grimm del director Terry Gilliam. Figura a El Concili de Pere (2006), del director francès Guillaume Nicloux.
El 2006, Monica Bellucci ha figurat entre els membres del jurat del Festival Internacional de Cinema de Canes, presidit pel director hongkonguès Wong Kar-wai.
El seu espòs, Vincent Cassel, havia estat escollit per animar les vesprades d'obertura i de tancament del cèlebre festival que es desenvolupava del 17 al 28 de maig. Un paper que Monica Bellucci ja havia tingut el 2003.
El 2007, Monica Bellucci torna a dues altres pel·lícules: la pel·lícula d'acció Shoot 'em Up al costat de Clive Owen i Paul Giamatti i una cinta policiaca francesa anomenada Le Deuxième Souffle amb Éric Cantona i Michel Blanc, on s'ha hagut de tenyir de rossa per interpretar Manouche.
El 2008, Monica Bellucci apareix per tercera vegada al Festival Internacional de Cinema de Canes per presentar-hi la seva nova pel·lícula Une histoire italienne, qui ha rebut el premi François-Chalais.
El novembre d'aquest any Bakchich revela que l'actriu havia participat l'abril en una vesprada humanitària organitzada per la filla del president uzbek Islom Karimov, per 190.000 euros.

## Vida personal
Casada amb l'actor Vincent Cassel, fins a l'any 2013 quan van anunciar que es divorciaven, han rodat diversos films junts i tenen dues filles en comú, la Deva i la Léonie, el naixement d'aquesta última va ser el 21 de maig de 2010 a Roma quan l'actriu tenia 45 anys. Parla amb fluïdesa l'italià, el francès i l'anglès, llengües que ha utilitzat en la seva carrera cinematogràfica.

## Filmografia

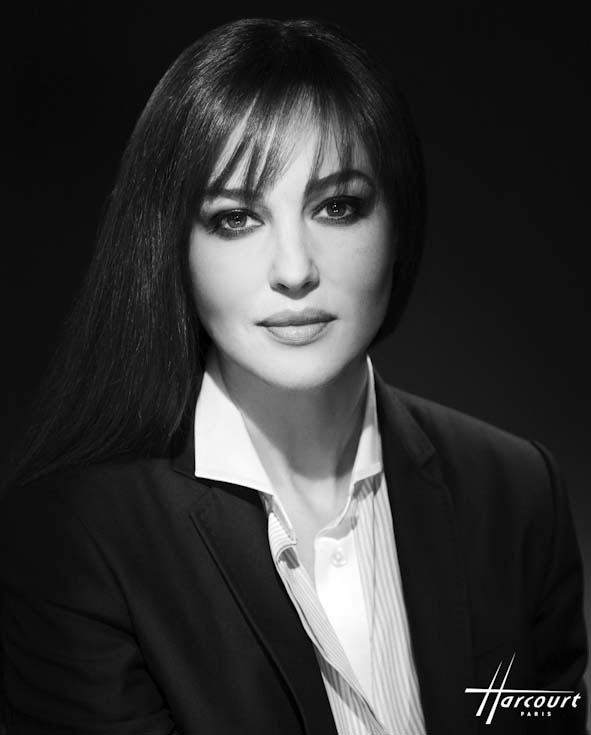
Monica Bellucci el 2008

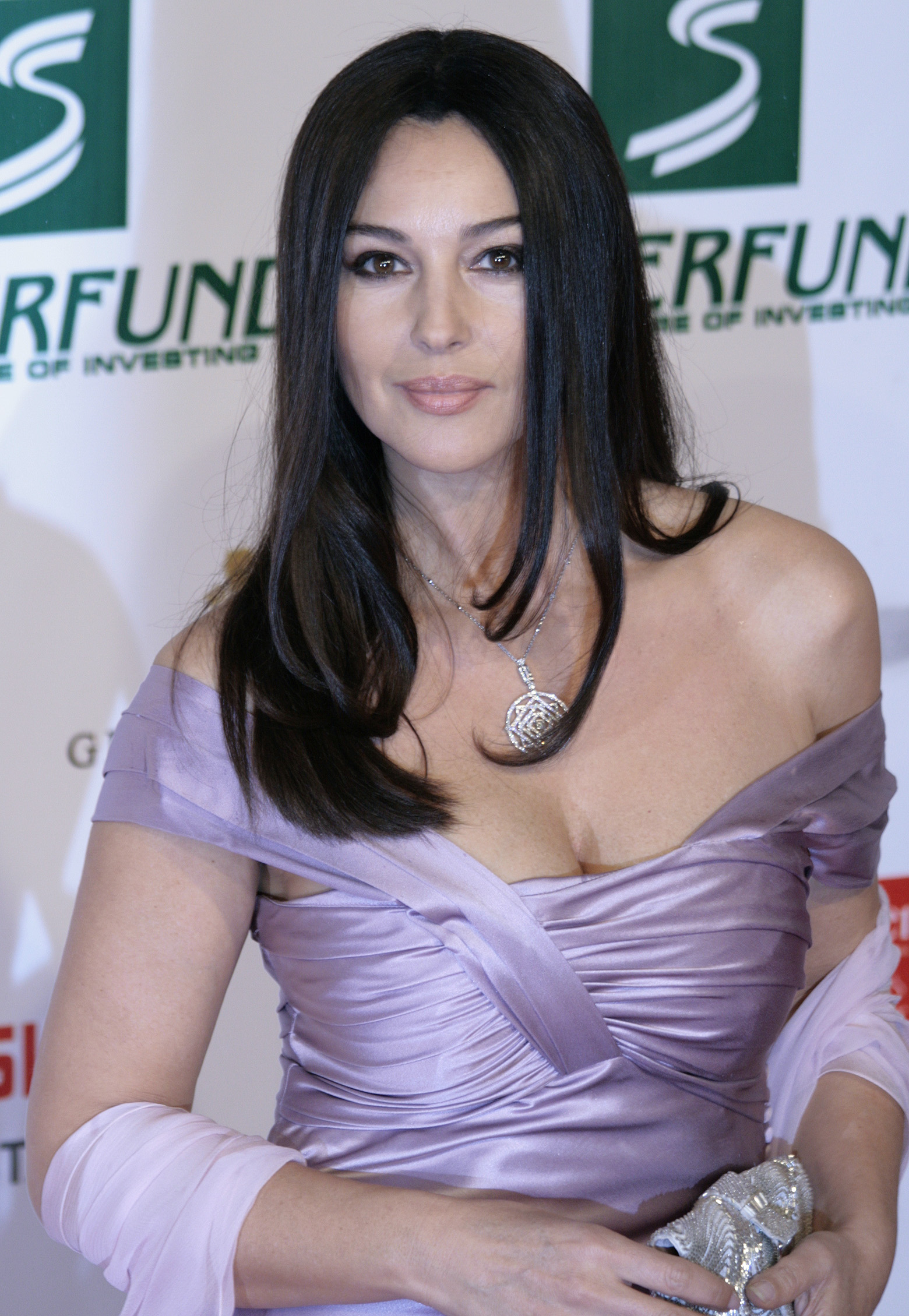
Monica Bellucci el 2009

- Vita coi figli de Dino Risi (1990)
- Briganti de Marco Modugno (1990)
- La Riffa de Francesco Laudadio (1991)
- Ostinato destino de Gianfranco Albano (1992)
- Dràcula de Bram Stoker de Francis Ford Coppola (1992)
- I Mitici de Carlo Vanzina (1994)
- Pallo di neve de Maurizio Nichetti (1995)
- Il cielo è sempre più blu d'Antonello Grimaldi (1995)
- Sorellina e il principe del sogni de Lamberto Bava (telefilm) (1996)
- L'Appartement de Gilles Mimouni (1996)
- Dobermann de Jan Kounen (1997)
- Embrasse-moi Pasqualino ! de Carmine Amoroso (1997)
- Mauvais Genre de Laurent Bénégui (1997)
- A los que aman d'Isabel Coixet (1998)
- L'Ultimo capodanno de Marco Risi (1998)
- Le Plaisir (et ses petits tracas) de Nicolas Boukhrief (1997)
- Comme un poisson hors de l'eau de Hervé Hadmar (1999)
- Méditerranées de Philippe Bérenger (1999)
- Franck Spadone de Richard Bean (2000)
- Malèna de Giuseppe Tornatore (2000)
- Sota sospita de Stephen Hopkins (2000)
- Astèrix i Obèlix: Missió Cleopatra d'Alain Chabat (2002)
- El pacte dels llops de Christophe Gans (2002)
- The Matrix Revolutions de Larry i Andy Wachowski (2003)
- The Matrix Reloaded de Larry i Andy Wachowski (2003)
- Irreversible  de Gaspar Noé (2003)
- Llàgrimes del sol d'Antoine Fuqua (2003)
- Remember Me, My Love de Gabriele Muccino (2004)
- She Hate Me de Spike Lee (2004)
- The Passion of the Christ de Mel Gibson (2004) ... Maria Magdalena
- Agents secrets de Frédéric Schoendoerffer (2004)
- Quant m'estimes? de Bertrand Blier (2005)
- El secret dels germans Grimm de Terry Gilliam (2005) ... Reina Mirror
- Robots de Chris Wedge i Carlos Saldanha (2005)
- N - Napoléon de Paolo Virzì (2006)
- Sheitan de Kim Chapiron (2006)
- Le Concile de pierre de Guillaume Nicloux (2006)
- Manuale d'amore 2: Capitoli successivi de Giovanni Veronesi (2006)
- Shoot 'Em Up de Michael Davis (2007)
- Le Deuxième Souffle d'Alain Corneau (2007)
- Une histoire italienne de Marco Tullio Giordana (2008)
- Ne te retourne pas de Marina De Van (2009)
- L'uomo che ama de Maria Sole Tognazzi (2009)
- Baaria de Giuseppe Tornatore (2009)
- The Private Lives of Pippa Lee de Rebecca Miller (2009)
- The Sorcerer's Apprentice de Jon Turteltaub (2010)
- La veritat oculta de Larysa Kondracki (2011)
- Manuale d'amore 3 de Giovanni Veronesi (2011)
- Un été brûlant de Philippe Garrel (2011)
- Platane sèrie TV d'Eric Judor (2011)
- Gaia Age de Roland Emmerich IMAX 3D (2011)

## Altres papers
- Prince of Persia: Warrior Within veu de Kaileena